# Ultimate Collection (Anastacia)
Ultimate Collection è la seconda raccolta della cantante statunitense Anastacia, pubblicata il 6 novembre 2015 dalla Sony Music.

## Descrizione
Contiene i singoli di successo pubblicati dalla cantante nel corso della sua carriera con l'aggiunta di due singoli inediti: il primo, intitolato Take This Chance, è stato reso disponibile per l'ascolto a partire dal 29 settembre 2015, mentre il secondo è Army of Me, brano originariamente realizzato da Christina Aguilera ed inserito nel suo album Lotus; quest'ultimo singolo è stato pubblicato per il download digitale il 26 ottobre.

## Tracce
1. I'm Outta Love – 4:05 (Anastacia, Sam Watters, Louis Biancaniello)
2. Left Outside Alone – 4:17 (Anastacia, Dallas Austin, Glen Ballard)
3. Sick and Tired – 3:32 (Anastacia, Dallas Austin, Glen Ballard)
4. Paid My Dues – 3:22 (Anastacia, Greg Lawson, Damon Sharpe, LaMenga Kafi)
5. Stupid Little Things – 3:55 (Anastacia, Sam Watters, Louis Biancaniello, Michael Biancaniello, Courtney Harrell)
6. Not That Kind – 3:23 (Anastacia, Wil Wheaton, Marvin Young)
7. Everything Burns (Ben Moody feat. Anastacia) – 3:45 (Ben Moody)
8. Welcome to My Truth – 4:04 (Anastacia, Kara Dioguardi, John Shanks)
9. You'll Never Be Alone – 4:38 (Anastacia, Sam Watters, Louis Biancaniello)
10. Pieces of a Dream – 4:03 (Anastacia, Glen Ballard, David Hodges)
11. Best of You – 4:20 (Dave Grohl, Taylor Hawkins, Nate Mendel, Chris Shiflett) – originariamente interpretata dai Foo Fighters
12. Heavy on My Heart – 4:28 (Anastacia, Billy Mann)
13. One Day in Your Life (European Version) – 3:29 (Anastacia, Sam Watters, Louis Biancaniello)
14. Cowboys & Kisses – 4:38 (Anastacia, JIVE, Charlie Pennachio)
15. Why'd You Lie to Me – 3:45 (Anastacia, Damon Sharpe, Greg Lawson, Trey Parker, Damon Butler, Canela Cox)
16. Love Is a Crime – 3:20 (Greg Lawson, Denise Rich, Damon Sharpe, Rick Wake)
17. I Belong to You (El ritmo de la pasión) (Anastacia & Eros Ramazzotti) – 4:27 (Anastacia, Eros Ramazzotti, Claudio Guidetti, Kaballà, Kara DioGuardi)
18. Army of Me – 3:25 (Christina Aguilera, Jamie Hartman, David Glass, Phil Bentley) – originariamente interpretata da Christina Aguilera
19. Take This Chance – 4:23 (Anastacia, Johan Carlsson, Caitlin Morris, Steve Diamond, Jacob Luttrell)

## Classifiche
| Classifica (2015)      | Posizione massima |
| ---------------------- | ----------------- |
| Belgio (Fiandre)       | 78                |
| Belgio (Vallonia)      | 133               |
| Irlanda                | 98                |
| Italia                 | 27                |
| Paesi Bassi            | 69                |
| Regno Unito            | 10                |
| Regno Unito (download) | 13                |
| Regno Unito (physical) | 10                |
| Scozia                 | 11                |
| Spagna                 | 51                |
| Svizzera               | 56                |